# Osiedle kolejowe "Stara Kolonia" w Nowym Sączu
Osiedle kolejowe "Stara Kolonia" w Nowym Sączu – osiedle pracowników kolejowych zlokalizowane w Nowym Sączu w kwadracie ulic Kolejowej, Podhalańskiej, Zygmuntowskiej i Alei Stefana Batorego, w pobliżu nowosądeckiego dworca kolejowego. Należy do największych i najlepiej zachowanych zespołów tego typu w Polsce. 

## Historia
W 1876 została uruchomiona linia kolejowa z Tarnowa do Leluchowa przez Nowy Sącz. Łącznie z tą inwestycją powstały służące jej zakłady naprawcze taboru kolejowego, zatrudniające dużą liczbę pracowników, którym należało zapewnić właściwe warunki mieszkaniowe. Plany urbanistyczne i architektoniczne osiedla sporządzono w 1891 w Wiedniu. Pierwsze 37 domów oddano do użytku mieszkańcom w 1892, a budowę ukończono w 1917. 

## Architektura
Zabudowania Starej Kolonii zajęły obszar około 10 hektarów. W jej ramach zbudowano przede wszystkim domy dwurodzinne z ogrodami. Dodatkowo wzniesiono kilka domów cztero- i wielorodzinnych, a także obiekty użyteczności publicznej: kościół św. Elżbiety (projektant Teodor Talowski), Dom Robotniczy (projektant Jan Stobiecki ze Lwowa), łaźnię przy ul. Kolejowej, przychodnię lekarską oraz dwie szkoły podstawowe, które w latach późniejszych zostały połączone (im. Stanisława Konarskiego i im. Władysława Jagiełły). 
Szkoła im. Jagiełły powstała w latach 1896-1897. Od 1914 do 1920 używana była przez wojsko, a od 1939 do 1945 przez niemieckie władze okupacyjne i do 1946 przez urząd repatriacyjny. Ważniejsze przebudowy tego obiektu następowały w latach 1914, 1920, 1959-1960, 1976 i 1987.